# Ethereum

Logo platformy

Ethereum – zdecentralizowana platforma o otwartym oprogramowaniu, zbudowana na technologii blockchain i obsługująca znane pod nazwą smart contract kontrakty peer-to-peer oraz zdecentralizowane aplikacje (dapps). Jej natywną kryptowalutą jest ether (ETH), umożliwiający przeprowadzanie transakcji między użytkownikami bądź aplikacjami i uiszczania powiązanych z nimi opłat, wynikających z potrzebnej do ich przetworzenia mocy obliczeniowej.

## Historia
Koncept działania Ethereum został po raz pierwszy opisany w 2013 roku przez jego twórcę, Vitalika Buterina. W styczniu 2014, podczas konferencji Bitcoina w Miami, Buterin, Gavin Wood, Charles Hoskinson i Anthony Di Iorio omówili szczegóły projektu. Oficjalne prace nad oprogramowaniem rozpoczęły się w 2014 roku, poprzez szwajcarską firmę Ethereum Switzerland GmbH. Sześć miesięcy później założyciele spotkali się ponownie, w Szwajcarii, gdzie Buterin ogłosił, że projekt będzie kontynuował jako fundacja non-profit pod nazwą Ethereum Foundation. Środki na dalszy rozwój pozyskano dzięki tokenizacji platformy między lipcem a sierpniem 2014, pozwalając inwestorom wymienić kryptowalutę Bitcoin w zamian za Ether, natywną kryptowalutę Ethereum.
W lipcu 2015 aktualizacja protokołu Ethereum o nazwie „Frontier” rozpoczęła działanie sieci Ethereum. W następnych latach kontynuowano jej rozwój, wprowadzając liczne aktualizacje.
| Nazwa                            | Data       | Blok       |
| -------------------------------- | ---------- | ---------- |
| Frontier                         | 30.07.2015 | 0          |
| Ice Age                          | 08.09.2015 | 200,000    |
| Homestead                        | 15.03.2016 | 1,150,000  |
| DAO Fork (nieplanowany)          | 20.07.2016 | 1,920,000  |
| Tangerine Whistle (nieplanowany) | 18.10.2016 | 2,463,000  |
| Spurious Dragon                  | 23.11.2016 | 2,675,000  |
| Byzantium                        | 16.10.2017 | 4,370,000  |
| Constantinople                   | 28.02.2019 | 7,280,000  |
| Petersburg (nieplanowany)        | 28.02.2019 | 7,280,000  |
| Istanbul                         | 08.12.2019 | 9,069,000  |
| Muir Glacier                     | 01.01.2020 | 9,200,000  |
| Berlin                           | 15.04.2021 | 12,244,000 |
| London                           | 05.08.2021 | 12,965,000 |

W 2016 roku zdecentralizowana, autonomiczna organizacja zwana THE DAO, zbiór kontraktów na platformie Ethereum, zebrała rekordową ilość 150 milionów dolarów za pomocą finansowania społecznościowego na sfinansowanie swojego projektu. W czerwcu 2016 błąd w kodzie doprowadził do kradzieży tokenów DAO o wartości 50 milionów dolarów. Oszustwo wywołało rozłam w społeczeństwie kryptowaluty – część użytkowników chciała cofnąć sieć Ethereum do stanu przed kradzieżą, odzyskując tym samym środki pokrzywdzonych, lecz inni woleli nie ingerować w przebieg bloków i zostać przy obecnym stanie platformy. Doprowadziło to do rozłamu sieci. Kryptowaluta znana teraz jako Ethereum jest łańcuchem bloków, który cofnął sieć do stanu przed oszustwem. Kryptowaluta znana jako Ethereum Classic kontynuowała bez interwencji.
W marcu 2017 grupa startupów, badaczy i korporacji ogłosili powstanie Enterprise Ethereum Alliance (EEA) z 30 założycielami. Celem organizacji jest zaadaptowanie kryptowalut do korporacyjnych środowisk. W ciągu kilku następnych lat liczba jej członków stale rosła, obejmując między innymi MasterCard, Cisco Systems czy Sberbank.
Metropolis: Constantinople został uruchomiony 28 lutego 2019 roku, przygotowując sieć do przejścia na protokół PoS Casper i wycofania poprzedniego modelu kopania, które stały się faktem w pierwszym kwartale 2019 roku.
Kolejne ulepszenie pt. Istanbul było zaplanowane na bloku nr 9.069.000 (zakładano, że stanie się to 4 grudnia 2019 roku), jednak ostatecznie aktualizacja została wypuszczona w podstawowej sieci Ethereum 8 grudnia 2019 roku. Spośród głównych zadań Istanbulu było zapewnienie kompatybilności blockchainu Ethereum z anonimową kryptowalutą Zcash oraz zwiększenie skalowalności sieci za pomocą protokołów dowodu opartego na wiedzy zerowej SNARKs i STARKs. Prócz tego, aktualizacja utrudniła przeprowadzanie ataków DoS na sieć poprzez zmianę wartości eteru do uruchamiania kodów operacyjnych. Istanbul składał się z dwóch części, przejście na drugą część pt. Berlin miało miejsce 15 kwietnia 2021 roku.

## Specyfikacja techniczna
Ethereum jest otwartą, nieposiadającą hierarchii siecią komputerów (węzłów), które na zasadzie peer-to-peer tworzą i weryfikują ciągle rosnący łańcuch bloków, znany jako blockchain. Węzły, które tworzą nowe bloki nazywane są górnikami bądź koparkami. W blokach zawarte są transakcje, wybierane przez górników z puli tkwiących w pamięci sieci Ethereum, nieprzetworzonych jeszcze transakcji. Przy wyborze kierują się głównie wysokością powiązanej z daną transakcją opłaty, która trafia do nich jako nagroda za jej przetworzenie.

### Ether
Ether (ETH, symbol Ξ), często błędnie nazywany „Ethereum”, jest natywną kryptowalutą protokołu Ethereum i służy do opłacania kosztów przeprowadzonych transakcji. Ethereum od samego początku swojego istnienia bazował na systemie Proof-of-Work (PoW) i generował nowe jednostki Etheru jako nagrodę dla węzłów które dodały nowy blok do blockchainu, motywując ich do dalszego utrzymywania sieci. 15 września 2022 Etherium przeszło na protokół Proof-of-Stake, w związku z czym dodawanie nowych bloków stało się możliwe wyłącznie dla walidatorów, którymi zostać mogą osoby posiadające odpowiednio wysoki wkład w kryptowalucie. W przeciwieństwie do Bitcoina, podaż Ethereum jest nieograniczona i może ulegać inflacji. 
Najmniejszą jednostką Etheru jest Wei, wynoszący 10−18 ETH.

### Konta
Pierwszym rodzajem konta w protokole Ethereum jest konto użytkownika. Posiada ono swój publiczny adres w sieci blockchain, jak również saldo Etheru, który może wysyłać do dowolnego konta. Przeprowadzane przez konto użytkownika transakcje muszą zostać kryptograficznie podpisane za pomocą sekretnego klucza danego konta, który właściciel poznaje podczas jego stworzenia. Używanym algorytmem jest ECDSA, który pozwala otrzymać publiczny adres właściciela transakcji bez poznawania jego sekretnego klucza. Konta użytkowników posiadają możliwość wchodzenia w interakcję oraz tworzenia drugiego rodzaju konta: kontraktu.
Konta kontraktów, znane także jako smart contracts, zawierają w sobie kod (zbiór funkcji i zmiennych), który jest jednorazowo podawany przez jego właściciela w momencie stworzenia kontraktu i nie może być później zmieniony. W odróżnieniu do kont użytkownika, konta kontraktów są pasywne, zdolne do przeprowadzania zapisanych w sobie działań tylko po tym, jak inne konto, użytkownika bądź kolejnego kontraktu, wywoła jedną z jego funkcji. Kod kontraktu ma możliwość wykonywania wszystkich działań odpowiednich kontu użytkownika, w tym także tworzyć nowe kontrakty.

### Ethereum Virtual Machine
Ethereum Virtual Machine (EVM) jest środowiskiem działania (ang: runtime environment) kontraktów w Ethereum. Formalna definicja EVM została opisana w Ethereum Yellow Pages. EVM został zaimplementowany w wielu językach programowania, takimi jak Java, JavaScript, Python, C++, Rust, Ruby, Haskell czy Go Ethereum.

### Gas
Jako gas określana jest jednostka obrachunkowa, służąca do obliczenia kosztu danej transakcji, jaki nadawca musi zapłacić górnikowi, który przetworzy i uwzględni jego transakcje w nowym bloku.
Każdy rodzaj operacji przeprowadzany przez EVM ma ustaloną cenę w jednostkach gas, która w przybliżeniu odpowiada zasobom komputacji i pamięci, jakie węzeł musi poświęcić w celu jej przetworzenia. Cena zwykłego transferu Etheru pomiędzy dwoma kontami wynosi 21000 jednostek, ale bardziej skomplikowane interakcje z kontraktami mogą wymagać go o wiele więcej. Jeśli nadawca dołączy do swojej transakcji zbyt mało jednostek gas, przesyłane środki wracają do jego konta, lecz gas zostaje użyty. Żeby obliczyć koszt transakcji w Etherze, należy pomnożyć używane jednostki gas z jego ceną, wybieraną przez nadawcę i zazwyczaj denominowaną w Gwei, odpowiadającym 10−9 ETH. Im wyższą cenę za jednostkę gas użytkownik jest gotowy zapłacić, tym większą motywację na jej przetworzenie mają tworzące nowe bloki węzły. Jeśli użytkownik ustawi zbyt małą cenę, jego transakcja może utknąć w sieci Ethereum na czas nieokreślony.
Mechanizm opłat transakcyjnych został zaprojektowany w celu uniemożliwienia spamu i promowania efektywnego wykorzystywania zasobów sieci na zasadzie rynkowej rywalizacji.

### Zarządzanie protokołem
Zmiany w protokole Ethereum mogą zajść tylko za pośrednictwem Forku i wymagają skoordynowanego poparcia większości górników, którzy postanowią dostosować swoje węzły do nowej aktualizacji Ethereum w tym samym momencie. Deweloperzy pracujący nad protokołem Ethereum potrzebują zatem zgody ogółu, by wprowadzić w nim zmiany. Aby ułatwić ten proces, w październiku 2015 wprowadzono program Ethereum Improvement Proposal (EIP), gdzie deweloperzy i członkowie społeczności mogą omawiać i wykazywać swoje poparcie co do proponowanych zmian.

### Difficulty bomb
Jako difficulty bomb określana jest funkcja protokołu Ethereum, która po pewnej ilości stworzonych bloków zaczyna znacznie utrudniać ich dalsze wydobycia. Była częścią Ethereum od samego powstania kryptowaluty, a jej celem jest zmuszenie sieci do przejścia z systemu Proof-of-Work (PoW) do systemu Proof-of-Stake (PoS). Zmiana systemu planowana była od początku, lecz z powodu opóźnień w rozwiązywaniu technicznych implikacji przejścia, wielokrotnie przesuwana była w czasie. Problem difficulty bomb rozwiązany został 22 września 2022, kiedy, w ramach do tzw. Połączenia ("The Merge"), Ethereum przeszedł na mechanizm konsensusu Prof-of-Stake (PoS).  

### Połączenie ("The Merge")
Sieć Ethereum rozpoczęła działanie na mechanizmie Proof-of-Work (PoW). Jednak od samego początku planowano przejście na mechanizm Proof-of-Stake (PoS), który miał zastąpić energochłonny PoW. W ramach przygotowań do tej zmiany, 1 grudnia 2020 roku, utworzono Beacon Chain, osobny blockchain (PoS) działający równolegle do głównej sieci Ethereum (Mainnet). Na początku Beacon Chain nie przetwarzał transakcji z głównej sieci, służył jednie do ustalania konsensusu w zakresie walidatorów i ich sald.
Po wielu testach uznano, że Beacon Chain jest gotowy do obsługi danych z głównej sieci. "The Merge", czyli połączenie Mainnetu z Beacon Chain, oznaczało oficjalne przejście Ethereum na mechanizm Proof-of-Stake, eliminując potrzebę wydobycia bloków za pomocą PoW. Od tej pory odpowiedzialność za przetwarzanie transakcji i proponowanie bloków przejęli walidatorzy PoS. Zmniejszyło to w znaczny sposób zużycie energii elektryczniej przez sieć Ethereum. 

### Porównanie z Bitcoinem
Głównym zastosowaniem Bitcoina jest przechowywanie wartości i przeprowadzanie transakcji w ramach cyfrowej waluty. Ethereum oprócz tych działań umożliwia również tworzenie i uruchamianie zdecentralizowanych kontraktów i aplikacji. Nowe bloki Ethereum zostają zweryfikowane co około 12 sekund, w przeciwieństwie do 10 minut Bitcoina. Bitcoin ma ograniczoną podaż o wysokości 21 milionów jednostek, podczas gdy podaż Ethereum jest nieograniczona. Obie kryptowaluty wydobywane są w systemie Proof-of-Work. 30 maja 2021 kapitalizacja całego Etheru w cyrkulacji wynosiła 272 miliardów dolarów, około 60% mniej niż kapitalizacja Bitcoina, wynosząca 661 miliardów dolarów. We wrześniu 2022 roku miał miejsce The Merge - uaktualnienie, które łączy sieć główną Ethereum z łańcuchem nawigacyjnym, dokonując w ten sposób przejścia z mechanizmu konsensusu proof-of-work (PoW), na którym jest Bitcoin, na mechanizm konsensusu Proof-of-Stake (PoS). 

## Zastosowania
Instrukcje wirtualnej maszyny Ethereum (EVM) posiadają cechę kompletności Turinga. Zastosowanie protokołu Ethereum często związane jest z nowelizowaniem wykształconych już branż, takich jak finansowanie społecznościowe, rynki prognostyczne, hazard, gry komputerowe oraz usługi finansowe, wykorzystując cechy i zdolności EVM do zaoferowania użytkownikom zdecentralizowanych wersji danej usługi, które dzięki nieopartej na hierarchii strukturze protokołu są pseudoanonimowe oraz szczególnie odporne na próby cenzury. Wiele zastosowań protokołu Ethereum opiera się na standardach ERC-20 i ERC-721.

### Tokeny (ERC-20)
Standard ERC-20, zaproponowany przez Fabiana Vogelsteller w 2015 roku, definiuje podstawowy interfejs tworzenia i zarządzania jednostkami monetarnymi przy użyciu smart kontraktu. Kontrakty, które trzymają się standardu ERC-20, nazywane są kontraktami tokenów, a jednostki którymi zarządzają, tokenami. Podstawowa funkcjonalność standardu ERC-20 obejmuje transferowanie tokenów z jednego konta Ethereum do drugiego, sprawdzanie ilości tokenów przypisanej do danego konta oraz podanie sumy wszystkich tokenów w obiegu. Opłaty transakcyjne za transfer tokenu ERC-20 płacone są w natywnym dla protokołu Etherze. Tokeny są zamienne, podzielne, i mają własne nazwy. Z powodu niedyskryminującej natury protokołu Ethereum, każdy z odpowiednią wiedzą techniczną może stworzyć nowy token, a oprócz funkcji zdefiniowanych w standardzie ERC-20, możliwe jest również dodanie własnych zasad do logiki tworzonego kontraktu tokenowego, co niekiedy prowadzi do oszustw i manipulacji.

### NFT (ERC-721)
Tokeny stworzone na bazie standardu ERC-721 nazywane są potocznie NFT (Non-fungible tokens). Od zwykłych tokenów ERC-20 różnią się tym, że każda jednostka jest unikatowa i nie da się jej podzielić. Z tego powodu często używa się ich do reprezentowania przedmiotów takich jak wirtualne ziemie, obiekty w grach wideo, grafiki komputerowe, serie kolekcjonerskie lub digitalne licencje. Najdroższym dotąd sprzedanym tokenem NFT jest kolekcja grafika o pseudonimie „Beeple”, sprzedana w 2021 roku za 69 milionów dolarów.

### Przykład wdrożenia
Ethereum jest także wdrażana w grach i wirtualnej rzeczywistości (Metaverse). Decentraland to wirtualny świat, który wykorzystuje blockchain Ethereum do bezpiecznego przechowywania elementów zawartych w tym świecie. Ziemie, awatary, elementy ubioru, budynki i środowiska - wszystkie te elementy są reprezentowane na blockchain co potwierdza ich własność.

### Zdecentralizowane finanse
Sieć Ethereum służy jako platforma dla zdecentralizowanych aplikacji (DApps), które wykorzystują cechę kompletności Turinga stworzonych smart kontraktów, by oferować użytkownikom dostęp do usług finansowych opartych na architekturze blockchain, wspólnie nazywanych zdecentralizowanymi finansami (ang. decentralised finance, DeFi). Z powodu publicznej natury sieci blockchain, zdecentralizowane finanse cechują się transparencją, wysoką odpornością na cenzurę oraz brakiem pośredników. Przykłady usług DeFi obejmują aplikacje takie jak Uniswap, zdecentralizowana giełda tokenów ERC-20 czy Aave, platforma służąca do udzielania bądź brania pożyczek. W październiku 2021 ilość kapitału korzystająca ze zdecentralizowanych finansów wynosiła ponad 200 miliardów dolarów, z czego 69% znajdowało się w sieci Ethereum.